# Мул (тварина)

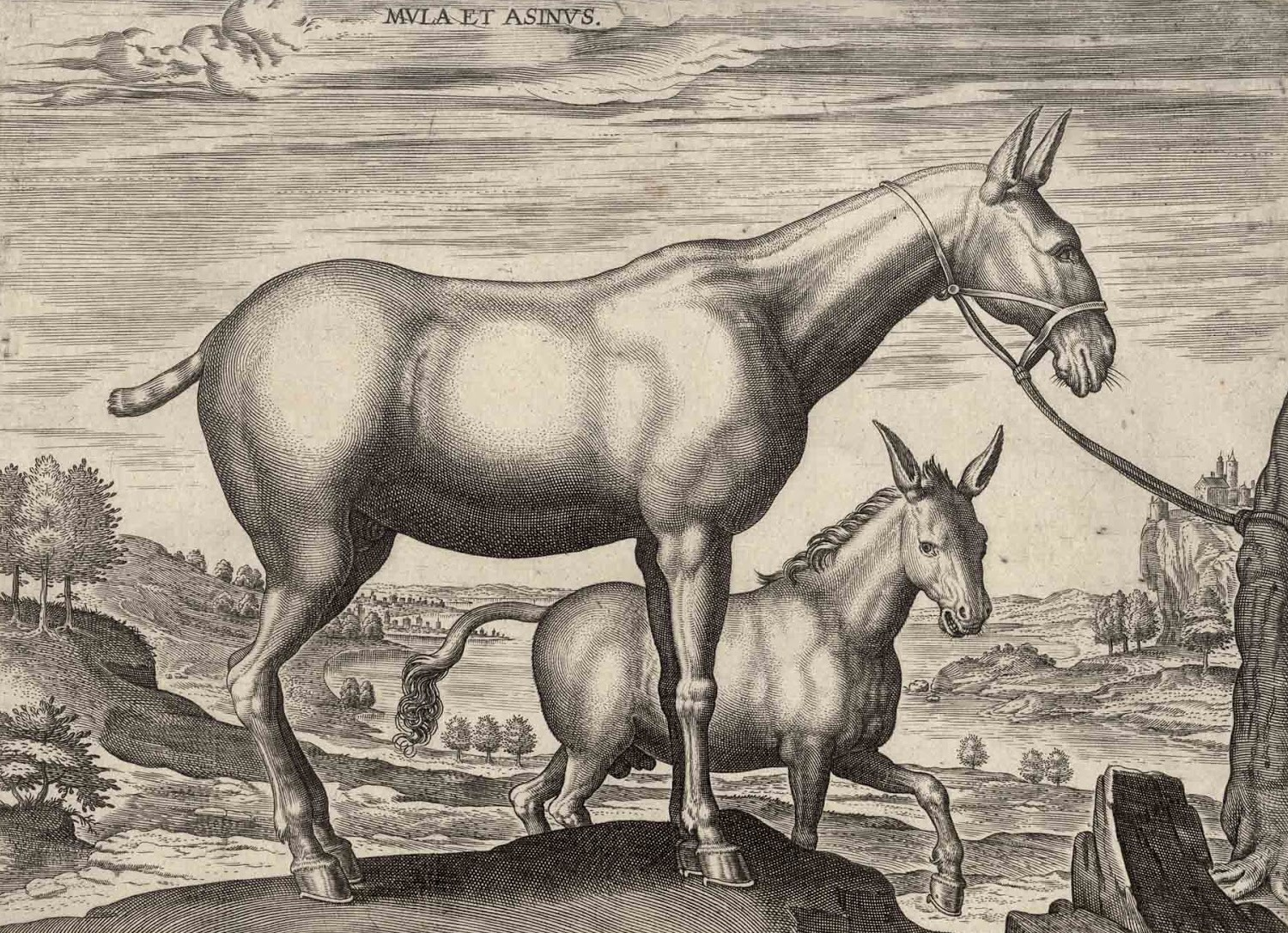
"Мул та віслюк". Гендрік Ґольціус або Ієронімус Вірікс, 1578

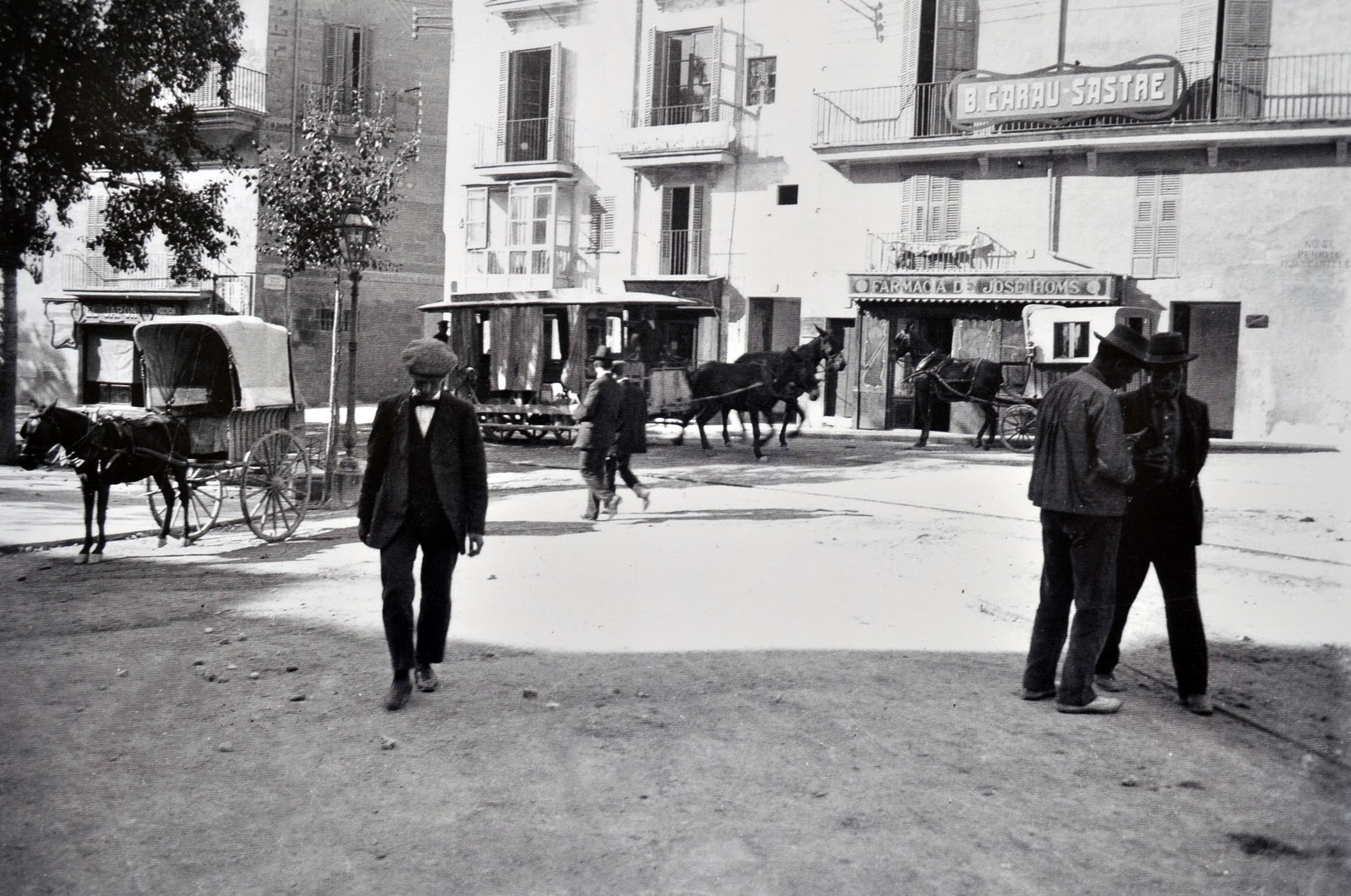
Трамвай з мулами проїздить через площу Конституції, 1914. Пальма, Іспанія

Мул — міжвидовий гібрид від схрещення коня та віслюка, одержаний від самиці коня та самця віслюка. Від мулів слід відрізняти ослюків — гібриди самців коня і самиць віслюка.

## Походження
За зовнішніми ознаками мул являє собою щось середнє між конем та віслюком; за розмірами майже дорівнює коневі та схожий на нього будовою тулуба, але відрізняється формою голови, стегон і копит, довжиною вух і коротким волоссям біля кореня хвоста; за кольором шерсті схожий на матір; за голосом — на віслюка. Переваги їх полягають у великій витривалості, силі, правильній ході.

## Використання
Мули беруть участь в перегонах. Мулів легше розводити і зазвичай вони більші за ослюків. Самці мулів і ослюків безплідні, як і більшість самиць (відомі кілька випадків одержання приплоду від спаровування самиць мулів з жеребцями і віслюками). Це відбувається через різну кількість хромосом: у коней 64 хромосоми, а у віслюків — 62. Основна масть мула визначається мастю кобили. Відрізняються більшою, ніж ослюки, тривалістю життя (живуть до 40 років), меншою сприйнятливістю до захворювань, невибагливістю до корму і догляду.

## Різновиди
За працездатністю розрізняють два типи мулів — в'ючний і упряжний. Висота у холці в'ючних тварин 110—140 см; упряжних до 160 см. В'ючні мули важать 300—400 кг; упряжні — 400—600 кг. Тягове зусилля в залежності від характеру роботи та індивідуальних особливостей становить 18-20 % від їх ваги. Всіх мулів-самців каструють у віці 1,5-2 років. До роботи починають привчати з 2 років; з повним навантаженням вони працюють з 4 років.

## Розведення
Методи утримання дорослих тварин і молодняка в основному ті ж, що в конярстві. Розведення мулів розвинене в країнах Азії, Африки, півдня Європи, Північної і Південної Америки. Світове поголів'я мулів в 1960—1965 роках — 13,8 млн голів, в 1971 — 14,7 млн. У СРСР мулів розводили в Закавказзі та Центральній Азії. На 1 січня 1941 року в СРСР налічувалося 6,3 тис. мулів, в 1965 — 3,4 тис., у 1971 — 10,2 тис.